# Sportstadion Marktgemeinde Gratkorn
Das Sportstadion Marktgemeinde Gratkorn, besser bekannt unter dem kurzen Namen Sportstadion Gratkorn, ist ein Fußballstadion mit Leichtathletikanlage in der österreichischen Marktgemeinde Gratkorn, Bundesland Steiermark. Die Anlage ist am Ufer des Flusses Mur gelegen und bietet 3000 Plätze, davon sind 1000 Sitzplätze überdacht. Die Sportstätte verfügt über zwei Zuschauertribünen, die längsseits des Spielfeldes stehen. Zum einen die überdachte Haupttribüne mit dem Clubhaus dahinter und zum anderen gegenüber eine Stahlrohrtribüne mit einigen Sitzplätzen und größtenteils Stehplätzen. Auf dem Spielfeld ist ein Kunstrasen verlegt.